# ویلیامز (اورگن)
ویلیامز (به انگلیسی: Williams) یک منطقهٔ مسکونی در ایالات متحده آمریکا است که در شهرستان جوزفین، اورگن واقع شده‌است. ویلیامز ۴۲۰٫۶۳ متر بالاتر از سطح دریا واقع شده‌است.